# Horst Zielske
Horst Zielske (* 11. Juli 1946 in Burg auf Fehmarn) ist ein deutscher Fotograf.

## Leben und Wirken
Seit 1993 ist Horst gemeinsam mit seinem Sohn Daniel Zielske im Bereich der angewandten Fotografie tätig. In dieser Zeit erarbeiteten sie zusammen mehr als 25 Buchpublikationen. Fotoessays zu New York, Las Vegas, Berlin, Venedig, Dresden und der documenta Kassel sind in nationalen und internationalen Magazinen publiziert worden. Seit 1999 beschäftigen sie sich vornehmlich mit Kunstfotografie.
Es entstanden größere Werkreihen unter anderem zu den Themen Megalopolis Shanghai, Deutschland Sinfonie, Coastline, Modern Turner, Qatar Project, Berlin und New York. Gewürdigt wurden ihre Arbeiten über Shanghai in Ausstellungen in Deutschland und den USA. Ihre Bilder befinden sich in privaten und öffentlichen Sammlungen. Die beiden Fotografen leben in Göttingen.

## Publikationen (Auswahl)
- George Rickey – sieben Kinetische Skulpturen. Harenberg Edition, Dortmund 1994.
- Zukunft im Revier – das Harenberg City-Center in Dortmund. Harenberg Edition, Dortmund 1994.
- Länder der Welt – Britische Inseln. Harenberg Edition, Dortmund 1995.
- Deutschland – Ein Land auf dem Weg in das 21. Jahrhundert. Bertelsmann, Gütersloh 1998.
- Frankfurts hohe Häuser. Insel Verlag, Frankfurt 2001.
- Megalopolis Shanghai. Edition Braus, Heidelberg 2006, ISBN 3-89904-225-5.
- Berlin. Kunth Verlag, München 2009, ISBN 978-3-89944-556-5.
- Shanghai II. Kunth Verlag, München 2009, ISBN 978-3-89944-557-2.
- DeutschlandBibliothek. Kirchen – Stätten der Kunst. Knesebeck 2010, Verlag München
- DeutschlandBibliothek. Gärten und Parklandschaften. Knesebeck 2010, Verlag München
- DeutschlandBibliothek. Klöster – Orte der Stille. Knesebeck 2010, Verlag München
- DeutschlandBibliothek. Orte der Dichtung und Musik. Knesebeck 2010, Verlag München
- New York City. Kunth Verlag, München 2012, ISBN 978-3-89944-886-3.
- Magischer Realismus. AVENSO Publishing, Berlin 2014, ISBN 978-3-935971-72-0
- London. Kunth Verlag, München 2014, ISBN 978-3-89944-987-7
- Deutschland Sinfonie. Kunth Verlag, München 2015, ISBN 978-3-95504-233-2

## Ausstellungen (Auswahl)
- 2006 Megalopolis Shanghai, Museum für Kunst und Gewerbe, Hamburg
- 2007 Megalopolis Shanghai, Richard Levy Gallery, Albuquerque, New Mexico, USA
- 2008 Megalopolis Shanghai, Von Lintel Gallery, New York, USA
- 2008 It´s Not Easy Being Green, Tampa Museum of Art, Tampa, Florida, USA
- 2009 Megalopolis Shanghai, Deutsche Bank, Köln
- 2011 Qatar Project, 2 Portfolios mit 15 Fine Art Prints in einer Auflage von jeweils 20, für Emir Hamad bin Chalifa Al Thani